# John Strong
John Strong – żeglarz angielski, który pierwszy dopłynął, a zarazem odkrył w roku 1690 cieśninę pomiędzy głównymi wyspami archipelagu Falklandów, nazwaną Cieśniną Falklandzką. Dnia 27 stycznia 1690 dokonał też jednego z pierwszych lądowań białego człowieka na tamtej ziemi.